# Irving Taylor
Irving Taylor, född 13 augusti 1919 i Ottawa, död december 1991 i Ottawa, var en kanadensisk ishockeyspelare.
Taylor blev olympisk guldmedaljör ishockey vid vinterspelen 1948 i Sankt Moritz.